# Okręg wyborczy Amber Valley
Okręg wyborczy Amber Valley do brytyjskiej Izby Gmin powstał w 1983 roku w hrabstwie Derbyshire. Od 2010 roku reprezentuje go Nigel Mills z Partii Konserwatywnej.
Okręg obejmuje miasta Alfreton, Heanor i Ripley. Powstał przez połączenie okręgów: Belper, South East Derbyshire i Ilkeston.

## Deputowani do Izby Gmin
| Wybory | Wybory | Deputowany        | Partia               |
| ------ | ------ | ----------------- | -------------------- |
|        | 1983   | Phillip Oppenheim | Partia Konserwatywna |
|        | 1997   | Judy Mallaber     | Partia Pracy         |
|        | 2010   | Nigel Mills       | Partia Konserwatywna |

## Wyniki wyborów
| Wybory parlamentarne w Wielkiej Brytanii w 2019 roku | Wybory parlamentarne w Wielkiej Brytanii w 2019 roku | Wybory parlamentarne w Wielkiej Brytanii w 2019 roku | Wybory parlamentarne w Wielkiej Brytanii w 2019 roku | Wybory parlamentarne w Wielkiej Brytanii w 2019 roku |
| Kandydat                                             | Kandydat                                             | Partia                                               | Głosów                                               | %                                                    |
| ---------------------------------------------------- | ---------------------------------------------------- | ---------------------------------------------------- | ---------------------------------------------------- | ---------------------------------------------------- |
|                                                      | Nigel Mills                                          | Partia Konserwatywna                                 | 29 096                                               | 63.9                                                 |
|                                                      | Adam Thompson                                        | Partia Pracy                                         | 12 210                                               | 26.8                                                 |
|                                                      | Kate Smith                                           | Liberalni Demokraci                                  | 2 873                                                | 6.3                                                  |
|                                                      | Lian Pizzey                                          | Partia Zielonych                                     | 1 388                                                | 3.0                                                  |
| Przewaga                                             | Przewaga                                             | Przewaga                                             | 16 886                                               | 37.1                                                 |
| Frekwencja                                           | Frekwencja                                           | Frekwencja                                           | 45 567                                               | 65.1                                                 |